# Zygiella dispar
Zygiella dispar is een spinnensoort uit de familie van de Phonognathidae.
De wetenschappelijke naam van de soort werd in 1885 als Zilla dispar gepubliceerd door Wladislaus Kulczynski.